# Mega Man 3
Mega Man 3, känt som Rockman 3 Dr. Wily no Saigo!? (ロックマン3 Dr.ワイリーの最期!? Rokkuman Surī Dokutā Wairī no Saigo!??, lit. "Rockman 3: The End of Dr. Wily!?") i Japan, är ett TV-spel utvecklat och utgivet av Capcom till NES. Serien är det tredje i Mega Man-serien och släpptes ursprungligen i Japan den 28 september 1990, i Nordamerika senare under samma år, och i Europa under 1992. 

## Handling och spelupplägg
Efter det andra stora gruvkriget dömdes Dr. Wily till terapi och rehabilitering. Tre år senare benådades han och började tillsammans med Dr. Wright arbeta på att bygga en fredsbevarande robot. Då den fredsbevarande roboten var klar gjorde övriga arbetsrobotar uppror, och Dr. Wily misstänks ligga bakom. Mega Man sätts in för att rädda världen. Spelet är ett plattformsspel, och ledarrbotarna är Magnet Man, Hard Man, Top Man, Shadow Man, Spark Man, Snake Man, Gemini Man och Needle Man. Därefter skall Mega Man ta sig an Doc Robot. Till sin hjälp har Mega Man robothunden Rush, även möjligheten att slajda (till exempel glida under låga utrymmen) infördes i detta spel.

### Fotnoter
1. ↑  Redump.org.[källa från Wikidata]
2. ↑  Jeriaska (2 december 2008). ”Interview: The Story Of The Mega Man 9 Arrange Soundtrack”. Gamasutra. UBM plc. http://www.gamasutra.com/view/news/21294/Interview_The_Story_Of_The_Mega_Man_9_Arrange_Soundtrack.php. Läst 3 januari 2011.
3. ↑  Jeriaska (4 oktober 2008). ”Mega Man 9 music interview with Inti Creates’ Ippo Yamada”. Siliconera. Arkiverad från originalet den 16 juli 2011. https://web.archive.org/web/20110716071526/http://www.siliconera.com/2008/10/04/mega-man-9-music-interview-with-inti-creates-ippo-yamada/. Läst 25 mars 2011.
4. ↑  ”nesdb.se :: nintendo entertainment system database<”. Arkiverad från originalet den 14 september 2014. https://web.archive.org/web/20140914023720/http://nesdb.se/game_more.php?id=946&rid=3. Läst 13 september 2014.
5. ↑  Sundhede, Thomas (2014). NES-XX-SCN-1. Piteå: Accidenstryckeriet
6. ↑  ”Mega Man 3” (på svenska). Nintendomagasinet (Kungsbacka: Atlantic) (1 1992):  sid. 3-6 (Power Player). januari 1992. Läst 15 april 2014.

;